# Panama, Illinois
Panama är en ort (village) i Bond County, och Montgomery County, i Illinois. Vid 2010 års folkräkning hade Panama 343 invånare.